# Gymnosporangiaceae
De Gymnosporangiaceae zijn een familie van schimmels, die behoren tot de roesten. Het typegeslacht is Gymnosporangium.

## Geslachten
Tot de Gymnosporangiaceae behoren twee geslachten:
- Gymnosporangium
- Gymnotelium